# СС Лацио
 Тази статия е за футболния клуб от Рим.  За административния регион вижте Лацио.  
СС „Лацио“ (на италиански: Società Sportiva Lazio, Сочетà Спортива Лацио или Спортна общност „Лацио“) е италиански футболен отбор от Рим.
Основан е през 1900 г. в Рим. Два пъти е шампион на Италия – през сезоните 1973/74 и 1999/2000. Шест пъти печели Купата на Италия – за последно през сезон 2012/13. Клубът печели три пъти и Суперкупата на Италия.
„Лацио“ е последният носител на Купата на носителите на купи – през 1999 г., като през същата година печели и Суперкупата на Европа, побеждавайки „Манчестър Юнайтед“ с 1:0. Най-доброто представяне на отбора в Шампионската лига е достигане до 1/4-финал.
„Лацио“ е същевременно и названието на спортния клуб, който обединява отбори, състезаващи се в общо 44 дисциплини – повече отколкото в която и да е друга такава спортна организация в Европа.

## История

### Началото (1900 – 1925)
„Лацио“ е основан на 9 януари 1900 г. на площад Пиаца дела Либертà в квартал Прати в Рим под името Маратонско дружество „Лацио“ (Società Podistica Lazio), което на 19 юни 1926 г. е преименувано на Спортно дружество „Лацио“. Основателите са 15 младежи, начело с младия подофицер от Берсалиерите и маратонец Луиджи Биджарели, на когото хрумва идеята за името. Тъй като вече съществува Джинастика Рома (Рим), Биджарели предлага да бъде нещо по-голямо, в което Рим да е включен. Така клубът приема названието на региона Лацио. Цветовете на клуба са вдъхновени от гръцкото знаме като почит към Олимпийските игри. „Лацио“ е не само първият сформиран футболен отбор от Рим, но и първият в цяла Централна и Южна Италия.
Отначало „Лацио“ е спортен клуб, като постепенно членовете му започват да играят футбол около 1901 – 1902 г. През 1907 г. „Лацио“ печели турнир с участието и на „Лука“, „Пиза“ и „Ливорно“. Всичките мачове се играят в един ден, като „Лацио“ печели и трите си мача.
До 1925 г. клубът се състезава в местния шампионат и на няколко пъти поради доброто си класиране там взима участие и в Италианския футболен шампионат.

### Първи стъпки (1925 – 1930)
През сезон 1925/26 „Лацио“ не успява да се класира в новосформираната Националната дивизия. Шампион в това първо издание става отборът на „Торино“, но по-късно титлата му е отнета. През 1927 г. представителят на „Лацио“ – генерал Джорджо Вакаро отхвърля идеята на фашисткия лидер Итало Фоши за участие на „Лацио“ в сливането на всичките тогавашни римски клубове в един – „Рома“, с цел да се изгради силен столичен отбор, който да може да се противопостави на водещите по онова време клубове от Северна Италия. През този сезон „Лацио“ вече си спечелва участие в Националната дивизия за 1927/28. В дебюта си „небесносините“ заемат предпоследно място от общо 11 отбора и трябва да изпаднат заедно с „Наполи“ и „Реджана“. На трите отбора обаче им е разрешено да вземат участие и през следващия сезон. През 1928/29 „Лацио“ и „Наполи“ се спасяват на косъм: двата отбора играят квалификационен мач, завършил 2:2 след продължения и печелят правото да участват в новосформираната Серия А.
Дебютният сезон на „Лацио“ в новия турнир отново не е впечатляващ: „орлите“ са на дъното на таблицата, делейки 15-о място заедно с „Триестина“ от 18 отбора общо и едвам се спасяват от изпадане. Следващите няколко сезона „Лацио“ завършва в средата на таблицата.

### Години на възход (1934 – 1958)
Бележита за клуба е 1934 г. Към „Лацио“ се присъединява Силвио Пиола и играта на отбора значимо се подобрява. „Лацио“ завършва на пето място през сезон 1934/35, а през следващите два – съответно на седмо и второ място, на 3 точки от шампиона „Болоня“ (тогава за победа се давали 2 точки, a за равен – една). До началото на Втората световна война „Лацио“ отново едвам се спасява през сезон 1940/41, като заема последното място на неизпадащ клуб, но между спасяването на два пъти достига до 4-то място (1939/40 и 1941/42). През сезона 1942/43 „Лацио“ успява да победи два пъти „Ювентус“, веднъж „Интер“, завършва наравно със силния „Торино“, но губи „по-малките“ мачове и заема 9-о място. През следващите два сезона шампионатът е спрян заради Втората световна война.
По време на военния конфликт официални състезания от Серия А не се провеждат, а „Лацио“ печели Римския военен шампионат през 1943/44 и завършва на второ място в същия турнир през 1944/45.
След възобновяване на шампионата „Лацио“ стига до седмото място. През последвалите три сезона отборът завършва в средата на таблицата, докато от сезони 1949/50 до 1951/52 три пъти поред „орлите“ заемат 4-то място. Отново три сезона поред „Лацио“ завършва в средата, а през 1955/56 и 1956/57 заема 3-то място. Оттук започва и постепенното западане на клуба, като единствения светъл лъч в този период остава спечеленият първи значим трофей.
През 1958 г. „Лацио“ триумфира на Купата на Италия. Клубът завършва като първенец в група с отборите на „Рома“, „Палермо“ и „Наполи“. На 1/4-финала „Лацио“ побеждава „Марцото“ с 2:1 на „Стадио Олимпико“, а на 1/2-финала отново в Рим „небесносините“ побеждават и „Ювентус“ с 2:0. На 24 септември 1958 г. също в Рим се играе и финалът между „Лацио“ и „Фиорентина“. С гол на Маурилио Прини в 30-а минута „Лацио“ печели трофея. За клуба обаче следват цели 30 години на борба за място в Серия А.

### Между Серия А иСерия Б(1959 – 1971)
През сезони 1957/59 и 1959/60 „Лацио“ завършва на 12-о място в Серия А. Следващия обаче се оказва още по-тежък. Клубът заема последното 18-о място и за първи път в историята си изпада в Серия Б. Въпреки кошмарното класиране в шампионата „Лацио“ се представя достойно в борбата за купата. Включвайки се на 1/8-финалите, „орлите“ елиминират последователно „Комо“ с 4:0, „Интер“ с 1:0 и „Торино“ с 5:4 след дузпи. Съперникът на финала отново е „Фиорентина“, но този път „Лацио“ губи с 0:2.
Една точка не достига на „небесносините“ през следващия сезон за светкавичното им завръщане в елита. „Лацио“ заема 4-то място с 42 точки, веднага след делящите си второто място „Наполи“ и „Модена“ с по 43. В турнира за купата отборът е елиминиран на 1/8-финал от градския съперник „Рома“ след дузпи. През 1962/63 „Лацио“ завършва на 3-то място в Серия Б и се завръща в първия ешелон. Там отборът се представя достойно и заема 8-ото място, като впечатлява с победа като гост на „Ювентус“ с 3:0.
През 1964 г. в „Лацио“ пристига една от най-значимите личности за клуба – Умберто Ленцини. Заема поста на вицепрезидент, а от 1965 г. – на президент на клуба. Въпреки това през същата година „Лацио“ е на точка от изпадане. През следващия сезон „небесносините“ пак са в дъното на таблицата, делейки 12-о място с още три отбора, само на 2 точки от зоната на изпадащите. Късметът изоставя отбора през 1967 г. – 1 точка не достига на „Лацио“ да се спаси и клубът изпада за втори път в Серия Б. Въпреки очакванията за скоростно завръщане, „Лацио“ завършва сезона в средата на таблицата. През 1968/69 отборът заема първо място и влиза в Серия А, но само за 2 сезона, като отново изпада през 1971 г.

### Години на успех и падение (1972 – 1986)
Още през следващия сезон „орлите“ завършват на второ място и бързо се завръщат в Серия А, където изненадващо заемат 3-то място, само на 1 точка от втория „Милан“ и на 2 точки зад шампиона „Ювентус“. Интересното е, че „Лацио“ до последно се бори за шампионската титла, но в последния ден от първенството губи в Неапол срещу местния „Наполи“ с 0:1 и изпуска титлата. По това време нападателят на „Лацио“ Джорджо Киналия става първият футболист от Серия Б, извикан в Националния отбор на Италия. Други значими играчи в отбора през този период са капитанът Джузепе Уилсън, Лучано Ре Чекони, Марио Фрусталупи, Ренцо Гарласкели, както и треньорът Томазо Маестрели.
Успехът идва през следващия сезон 1973/74 – „Лацио“ печели първата си титла в шампионата, а Киналя дори става голмайстор на първенството. На следващата година „небесносините“ завършват на 4-то място. Клубът обаче претърпява три жестоки удара – трагичната кончина на Маестрели през 1976 г. и на Ре Чекони през 1977 г., както и заминаването на Киналя през 1976 в САЩ. През същата година „Лацио“ едвам се спасява от изпадане. Клубът има 23 точки заедно с отбора на „Асколи“, като само по-добрата голова разлика отрежда на „Лацио“ последното място на неизпадащ отбор. Като лъч надежда е изгравянето на звездата на нападателя Бруно Джордано и 5-о място през 1976/77. През сезон 1978/79 „Лацио“ завършва на 8-о място, но Джордано става голмайстор на първенството.
След края на сезон 1979/80 отборите на „Лацио“ и „Милан“ са изхвърлени от Серия А поради скандал с „черно тото“, когато е установено, че някои от играчите им са повлияли на крайния изход от мача между двата отбора в Милано, завършил 2:1. „Милан“ завършва като шампион на Серия Б и моментално се връща в Серия А, но „Лацио“ заема 4-то място и не успява да се върне. Следващия сезон „орлите“ завършват на привидно средняшкото 11-о място, но само на 1 точка от зоната на изпадащите. Цели 4 отбора си делят 10-о място с 37 точки, а още толкова – 14-о място с по 36. През следващия сезон „Лацио“ отново среща отбора на „прясно“ изпадналия от Серия А „Милан“ в борба за класиране. Отборът от Милано пак завършва като шампион на Серия Б, но този път вече „Лацио“ е плътно зад него. През новия сезон „небесносините“ отново се борят за оставане и имат равен брой точки с „Дженоа“ – по 25. В директните сблъсъци между двата отбора „орлите“ имат победа и равен, което ги спасява. Но само за 1 година – през 1985 г. „Лацио“ заема предпоследното място и за пореден път изпада в Серия Б. На следващата година клубът завършва едва на 12-о място, но тепърва предстои най-драматичният момент в историята му.

### Сезон с -9 (1986 – 1988)
Името на клуба отново е замесено в скандал с уреждане на мачове, поради което за сезон 1986/87 „Лацио“ е наказан с отнемане на девет точки, при тогавашните две точки за победа. Въпреки колебливите си изяви през голяма част от първенството „орлите“ успяват да се спасят в последния кръг. Датата 21 юни 1987 г. остава завинаги в историята на клуба – с гол на Джулиано Фиорини в 82-рата минута „Лацио“ побеждава „Виченца“ с 1:0 в битка за оцеляване. „Небесносините“ завършват на 15-о място, делейки по 33 точки заедно с отборите на „Таранто“ и „Кампобасо“, с които трябва да определят последния изпадащ в Серия Ц.
По ирония на съдбата плейофите трябва да се изиграят в може би най-негостоприемния за „Лацио“ град – Неапол. Въпреки огромната бройка привърженици на „орлите“, пропътували пътя от Рим до Неапол, на 27 юни „Таранто“ побеждава „Лацио“ с 1:0. Няколко дни по-късно „Кампобасо“ и „Таранто“ завършват наравно – 1:1, и по този начин „Таранто“ си осигурява оставането. На 5 юли отново хиляди привърженици подкрепят „Лацио“ в Неапол в последния мач срещу „Кампобасо“. С гол на Фабио Поли в 53-та минута „Лацио“ триумфира с 1:0, а треньорът Еудженио Фашети се превръща в легенда на клуба, спасявайки „орлите“ през най-тежкия период от историята им.
На следващата година „Лацио“ завършва на 3-то място в Серия Б и влиза в Серия А. Завръщането на клуба се решава в последния кръг, като противник на „Лацио“ е миналогодишният съперник в борбата за оставане – „Таранто“. В домакински мач в Рим „орлите“ побеждават категорично с 3:1 и влизат в Серия А, където играят и до днес.

### Отново в елита (1988 – 1998)
През сезон 1988/89 Лацио завършва на 10-о място, делейки го с още 5 отбора с равен брой точки и само на 2 точки от зоната на изпадащите. Отборът достига до 1/4-финал за Купата на Италия, където е елиминиран от Аталанта. Клубът не бележи особен прогрес и през следващите два сезона, заемайки съответно 11-о и 10-о място.
Повратен момент в историята на Лацио е пристигането на Серджо Краньоти в клуба през 1992 г. През сезон 1992/93 в отбора идват футболисти като Диего Фузер, Пол Гаскойн, Джузепе Синьори и Арон Винтер, треньор е легендарният Дино Дзоф. Лацио достига до 5-о място и 1/4-финал в турнира за купата, където е елиминиран от бъдещия носител на трофея Торино. През следващите години Лацио успява да затвърди мястото си в челото на таблицата.
През 1993/94 „орлите“ завършват на 4-то място, като имат равен брой точки с 3-тия Сампдория. Участват и в турнира за Купата на УЕФА, където обаче са елиминирани на 1/16-финал от португалския Боавища. Следващия сезон Лацио заема 3-то място, отново имайки равен брой точки с по-горно стоящия Парма. Отборът достига 1/4-финал за Купата на УЕФА, но отпада от Борусия Дортмунд. Германският тим е елиминиран на полуфиналите от Ювентус, които впоследствие губят финала от Парма. В турнира за Купата на Италия „орлите“ са елиминирани на полуфинал от Ювентус, като куриозното е, че торинци на финала срещат отново Парма, но този път печелят отличието. Сезон 1996/97 носи 4-то място на Лацио в шампионата, за купата „орлите“ са елиминирани на 1/4-финал от Интер, а в Купата на УЕФА отпадат на 1/16-финал от френския Лион.
Следващия сезон 1997/98 Лацио завършва на 7-о място в Серия А. „Небесносините“ обаче ликуват с Купата на Италия за втори път в историята си, елиминирайки по пътя си отбори като Наполи, Рома и Ювентус. В първия финален мач срещу Милан Лацио губи в Милано, но на реванша в Рим печели с 3:1 и взима трофея. През същия сезон лациалите правят фурор и за Купата на УЕФА, достигайки финал. Там обаче губят злощастно с 0:3 от Интер на големия Роналдо.

### На италианския и европейския връх (1998 – 2002)
През 1998/99 „Лацио“ завършва на 2-рото място в Серия А, само на 1 точка зад шампиона „Милан“. Сезонът обаче започва повече от добре за „орлите“. На 29 август 1998 г. в Торино се играе мачът за Суперкупата на Италия между шампиона „Ювентус“ и носителя на купата „Лацио“. „Небесносините“ повеждат с гол на Павел Недвед. Алесандро Дел Пиеро обаче изравнява от дузпа в 87-ата минута. В 4-та минута от продължението обаче Серджо Консейсао отбелязва за 2:1 и за първи път в историята си „Лацио“ печели Суперкупата.
На 1/4-финал за купата „орлите“ отпадат от „Интер“. През този сезон обаче „Лацио“ печели първото си и единствено европейско отличие – КНК. Това е и последното издание на този турнир. По пътя си до финала „Лацио“ побеждава единствено отборите на сръбския „Партизан (Белград)“ и гръцкия „Паниониос“. „Орлите“ елиминират също швейцарския „Лозана“ и руския „Локомотив (Москва)“, но след два равни мача и повече голове като гост. На 19 май 1999 г. в Бирмингам „Лацио“ побеждава испанския „Майорка“ с 2:1 с голове на Кристиан Виери и Павел Недвед.
Сезон 1999/2000 започва с мача за Суперкупата на Европа в Монако между спечелилия Шампионската лига през 1998/99 „Манчестър Юнайтед“ и носителя на КНК „Лацио“. С гол на Марсело Салас в 35-а минута „небесносините“ побеждават с 1:0 и печелят трофея, който впоследствие се оказва първият от трите за сезона.
На 12 април 2000 г. в Рим се играе първият финален мач за Купата на Италия между „Лацио“ и „Интер“. Отборът от Милано повежда в резултата, но „орлите“ обръщат мача за крайното 2:1. Реваншът за купата обаче не е на преден план. На 14 май в последния кръг на Серия А „Лацио“ побеждава „Реджина“ в Рим с категоричното 3:0 и за втори път в историята си става шампион на Италия, изпреварвайки с 1 точка претендента за отличието „Ювентус“. Основната заслуга обаче е на отбора на „Перуджа“, които побеждават „Ювентус“ като домакин с 1:0. На 18 май в реванша в Милано шампионът „Лацио“ завършва 0:0 с „Интер“, печелейки за трети път в историята си Купата на Италия. Горчив привкус оставя единствено представянето в Шампионската лига, но инересен факт е, че в мач от груповата фаза на турнира „Лацио“ побеждава „Олимпик Марсилия“ с категоричното 5:1. Тогава Симоне Индзаги вкарва 4 гола, като по този начин изравнява постижението на Марко ван Бастен от 1992 г. „Лацио“ достига до 1/4-финалите и се изправя срещу испанския „Валенсия“. В първия мач в Испания „орлите“ губят катастрофално с 2:5. На реванша взимат престижна, но недостатъчна победа с 1:0 и отпадат от турнира.
Въпреки това 100-годишнината от създаването на „Лацио“ като спортен клуб остава като най-успешния сезон във футболната история на „орлите“.
„Лацио“ открива следващия сезон на 8 септември 2000 г. с мача за Суперкупата на Италия срещу „Интер“ на стадион „Олимпико“ в Рим. В страхотен мач със 7 гола лациалите печелят второто си такова отличие след победа с 4:3. В първенството „орлите“ достигат до третото място, а шампион е градският съперник „Рома“. „Небесносините“ отпадат във втората групова фаза на Шампионската лига. На следващата година отборът завършва на 6-о място в Серия А, но предопределя шампиона на Италия. В последния кръг шанс за титлата имат „Интер“, „Ювентус“ и „Рома“, разделяни от по 1 точка. Много от привържениците на „орлите“ обаче се опасяват, че римският им съперник отново ще стане шампион и предпочитат отборът им да загуби. „Ювентус“ и „Рома“ печелят своите мачове, като временен водач в класирането става торинският клуб. „Лацио“ от своя страна побеждава „Интер“ с 4:2, след като „нерадзурите“ дори на два пъти повеждат в резултата. Шампион става „Ювентус“, а „Лацио“ се класира в турнира за Купата на УЕФА.

### Падение и възход
2002 е годината с най-тежки последствия за „Лацио“. Клубът харчи изкючително много финансови ресурси около 100-годишнината си, когато са привлечени редица скъпоплатени играчи за рекордни трансферни суми. Макар и със значителен успех – 6 трофея за 2 години това оказва влияние за последвалите събития. Като се добавят и покупката на Гайска Мендиета за 48 милиона евро – по онова време световен рекорд за трансфер, а впоследствие и пълен трансферен провал, както и изпуснатите евентуални приходи от класиране в Шампионската лига, положението в клуба се оказва сериозно. Серджо Краньоти и компанията му за храни Чирио са въвлечени във финансов скандал и Краньоти напуска „Лацио“. Много от играчите на клуба, сред които и капитана Алесандро Неста, са разпродадени. Въпреки това „Лацио“ се представя доста добре за Купата на УЕФА и достига полуфинал, където е елиминиран от бъдещия носител на трофея „Порто“. „Орлите“ достигат и полуфинал за Купата на Италия, но отпадат от „Рома“, а в първенството заемат 4-то място.
През сезон 2003/04 „Лацио“ печели за 4-ти път в историята си Купата на Италия. По пътя до финала са елиминирани „Модена“, „Парма“ и „Милан“, като на полуфиналите „небесносините“ побеждават миланския клуб като гост с 2:1, а в реванша са безкомпромисни с 4:0. В първия финал на 17 март 2004 г. в Рим с два гола на Стефано Фиоре и 2:0 като краен резултат е победен „Ювентус“. На реванша в Торино „бианконерите“ връщат пасива и повеждат с 2:0, но с голове на Коради и Фиоре в края на мача и крайното 2:2 „Лацио“ печели купата. В другите турнири „орлите“ отпадат в груповата фаза на Шампионската лига и заемат 6-о място в първенството.
От отбор, който се е борил за титлата в Италия, „Лацио“ е принуден да се бори за оставането си в Серия А през есента на 2004 г. През пролетта на 2005 г. клубът успява да се стабилизира и завършва на относително доброто за тогавашното си състояние 10-о място. Лацио“ отпада в груповата фаза в турнира за Купата на УЕФА и губи мача за Суперкупата на Италия срещу шампиона „Милан“ с 0:3. Сезонът обаче е белязан със завръщането на легендарния Паоло Ди Канио в клуба през август 2004 г. Юношата на клуба е подписал доста орязан откъм финанси договор, само и само да се завърне в закъсалия икономически „Лацио“. Ди Канио отбелязва гол за победата с 3:1 в Римското дерби на 6 януари, само 3 дена преди 105-годишния юбилей на „орлите“.
През лятото на следващия сезон 2005/06 клубът участие в турнира УЕФА Интертото и стига до полуфинал, където е отстранен от „Олимпик Марсилия“. „Лацио“ заема 6-о място в първенството, като през цялата есен отборът не допуска нито една загуба като домакин, и се класира за Купата на УЕФА. През 2006 г. обаче избухва финансовият скандал „Калчополи“ с уреждане на мачове, в който и „Римските орли“ са замесени. След редица обжалвания шампионът „Ювентус“ е изхвърлен в Серия Б, а „Лацио“, „Милан“ и „Фиорентина“ са наказани с отнемане на 30 точки. Класирането е пренаредено и това отрежда 16-о място за „орлите“, само 2 точки над зоната на изпадане, което означава и лишаване от участие в евротурнирите.
За сезон 2006/07 амбициите на отбора са завишени, като тимът се цели в място в Шампионската лига. Отборът завършва на трета позиция в първенството, макар и с допълнително наказание – отнемане на 3 точки от настоящия шампионат, заради финансовия скандал. „Лацио“ почти достига рекордното си постижение от шампионския сезон 1999/2000 за последователни победи като записва 8 на брой. През 1999/2000 „орлите“ са печелили 9 мача поред.
През следващия сезон „Лацио“ отпада в груповата фаза на Шампионската лига, а в Серия А завършва на 12-а позиция. През следващия сезон клубът не отбелязва значим прогрес в първенството, заемайки 10-о място, но печели 5-та си Купа на Италия. На 1/8-финал е отстранен „Милан“ с 2:1 след продължения, а на полуфиналите „Лацио“ побеждава два пъти „Ювентус“ с по 2:1. Финалът е игран на 13 май 2009 г. в Рим – „Лацио“ и „Сампдория“ завършват 1:1 в редовното време и не си отбелязват голове в продълженията. След общо 14 бити дузпи и 6:5 вкарани, „небесносините“ взимат трофея.
С началото на новия сезон 2009/10 на 8 август същата година „Лацио“ побеждава шампиона „Интер“ с 2:1 в Пекин и печели третата си Суперкупа на Италия. В първото издание на преименувания вече на „Лига Европа“ турнир за Купата на УЕФА „Лацио“ среща българския „Левски (София)“ в груповата фаза. Двата отбора си разменят по една победа като гост и заедно отпадат от турнира. „Небесносините“ заемат 12-о място в шампионата.
През 2010/11 Лацио има 66 точки в шампионата, заедно с отбора на „Удинезе“, но по-лошата голова разлика отрежда на „орлите“ 5-о място и участие в Лига Европа. Там през следващата година отпадат на 1/8-финал от „Атлетико Мадрид“, но достигат до 4-то място в Серия А. По ирония на съдбата и заради слабото представяне на италианските клубове в евротурнирите за изминалите 5 сезона, Италия заема 4-то място в ранглистата по държави и това означава, че техните представители в Шампионската лига могат да са само 3 на брой за следващия сезон 2012/13.
Лацио завършва на първо място в групите без загубен мач и елиминира германските „Борусия Мьонхенгладбах“ и „Щутгарт“ съответно на 1/16-финал и 1/8-финал. На 1/4-финалите обаче отпада от „Фенербахче“. В Серия А „орлите“ заемат 7-о място, но печелят шестата си Купа на Италия. Финалът на 26 май 2013 г. в Рим противопоставя двата местни отбора, а „Лацио“ надделява над Рома с 1:0.
Новият сезон 2013/14 започва с мача за Суперкупата на Италия, в който „Лацио“ губи от „Ювентус“ с 0:4 на стадион „Олимпико“ в Рим. През сезон 2016/17 „Лацио“ достига до финала за Купата на Италия, който губи от „Ювентус“.

## Състав

### Настоящ състав
Към 21 август 2024 г.

## Успехи

### Национални успехи
- Серия А 
  -  Шампион (2): 1973/74, 1999/2000
  -  Вицешампион (7): 1912/13; 1913/14; 1922/23; 1936/37; 1994/95; 1998/99, 2022/23
  -   Купа на Италия:
  -  Носител (7): 1958, 1997/98, 1999/2000, 2003/04, 2008/09, 2012/13, 2018/19
  -  Финалист (3): 1960/61, 2014/15, 2016/17
- Суперкупа на Италия
  -  Носител (5): 1998, 2000, 2009, 2017, 2019
  -  Финалист (3): 2004; 2013; 2015
- Серия Б
  -  Шампион (1): 1968/69
  - Campionati di Terza Categoria:
  -  Шампион (3): 1910; 1911; 1912
  - Campionati dell'Italia Meridionale:
  -  Шампион (3): 1913; 1914; 1923
  - Купа Ренато Дел'Ара:
  -  Носител (6): 1997/98; 1999/2000; 2003/04; 2008/09; 2012/13; 2018/19

### Международни успехи
- КНК
  -  Носител (1): 1998/99
- Суперкупа на Европа
  -  Носител (1): 1999
- Купа на УЕФА
- Финалист (1): 1998
- Копа деле Алпи
  -  Носител (1): 1971

## Римското дерби
Това е мачът между двата най-популярни отбора в италианската столица – „Лацио“ и „Рома“.
- Първенство: 37 победи за Лацио; 57 равенства; 52 победи за „Рома“
- Купата на Италия: 7 победи за Лацио; 3 равенства; 10 победи за „Рома“
- Други срещи: 7 победи за Лацио; 3 равенства; 6 победи за „Рома“
- Общо: 52 победи за Лацио; 63 равенства; 69 победи за „Рома“

Любопитно е, че в цялата история на съперничеството между „Лацио“ и „Рома“ само 4 мача са изиграни като приятелски. В тях „Лацио“ има 2 победи, 1 равен и 1 загуба при голова разлика 10:9 в полза на „орлите“. Последният такъв мач е на 29 юни 1944 г., в който „Лацио“ побеждава „Рома“ с 3:2. Оттогава насам двата клуба са играли помежду си единствено в турнирни срещи.

## Срещи с български отбори
Лацио се е срещал три пъти с български отбори в официални срещи.

### Локомотив Пловдив
„Локомотив Пловдив“ е първия български отбор, който среща „Лацио“ в мач от европейските клубни турнири. Двубоите са част от Купата на УЕФА през сезон 1993 – 94 и „Лацио“ записва две победи с резултат 2:0 срещу пловдивските „железничари“

### Левски
„Лацио“ и „Левски“ се срещат през сезон 2009/10 в груповата фаза на Лига Европа. В първата среща в София на 1 октомври 2009 г. „Лацио“ разгромява „Сините“ с 4 – 0. На Стадио Олимпико в Рим „Левски“ побеждава „орлите“, като победният гол е дело на Христо Йовов.
Отборът на „Лацио“ е специален гост на 100-годишния юбилей на Левски през 2014 г., като двата отбора изиграват приятелски мач, завършил при резултат 3:2 в полза на домакините.

### Лудогорец
С „Лудогорец“ се е срещал два пъти в официални срещи. Първият мач е 1/16 финал в Лига Европа и се състои на 20 февруари 2014 г. в Рим като срещата завършва 1 – 0 за „Лудогорец“. Вторият мач е реванш от 1/16 финал в Лига Европа и се състои на 27 февруари 2014 г. в София като срещата завършва 3 – 3.

## Голмайсторите на Лацио
Общо голове за Лацио.
| 1. Силвио Пиола, 160 гола        |
| 2. Джорджо Киналя, 128 гола      |
| 3. Джузепе Синьори, 127 гола     |
| 4. Бруно Джордано, 110 гола      |
| 5. Томазо Роки, 93 гола          |
| 6. Алдо Пучинели, 78 гола        |
| 7. Горан Пандев, 64 гола         |
| 8. Ренцо Гарласкели, 64 гола     |
| 9. Пиер Луиджи Казираги, 56 гола |
| 10. Симоне Индзаги, 55 гола      |
| 11. Хуан Карлос Мороне, 53 гола  |
| 12. Винченцо Д'Амико, 51 гола    |

Актуално към 16.11.2009

## Известни футболисти
•  🇮🇹 Томазо Роки
- Михаел Лаудруп
- Мирослав Клозе
- Пол Гаскойн
- Луиш Нани
- Гайска Мендиета
- Алесандро Неста
- Кристиян Виери
- Енрико Киеза
- Паоло Ди Канио
- Силвио Пиола
- Пиерлуиджи Казираги
- Джорджо Киналя
- Павел Недвед
- Горан Пандев
- Анджело Перуци
- Джузепе Синьори
- Марсело Салас
- Ернан Креспо
- Масимо Одо
- Хуан Себастиан Верон
- Джузепе Фавали
- Карел Поборски
- Диего Симеоне
- Клаудио Лопес

## Силвио Пиола
Силвио Пиола е най-добрият голмайстор в историята на Серия А с 274 гола, 49 гола пред следващия в класацията. Също така той е може би и най-добрият футболист в историята на Апенините. Общо има 536 мача в Серия А – 4-ти по това отношение във вечната ранглиста за мачове в Италия.
Силвио Пиола е името, което ще остане в историята на Мондиал '38. Италианецът единодушно е провъзгасен за най-добрия играч на първенството. Всички италиански фенове на футбола знаят, че той е бащата на задната ножица. Това майсторско и много атрактивно изпълнение и до наши дни носи името „А ла Пиола“. Има 36 мача със „Скуадра Адзура“, в които 30 пъти е поразявал противниковите врати.
За „Лацио“ има 227 мача и 142 гола в Серия А. Общо за Лацио е записал 237 участия, в които е отбелязал 148 гола.
Въпреки своя талант по странно стечение на обстоятелствата Пиола никога не печели скудетото.

## Паоло Ди Канио
Паоло Ди Канио може да не е един от най-успешните играчи на „Лацио“ през годините, но е един от най-обичаните. Юноша на клуба, дебютира в представителния отбор през сезон 1985/86, играе под наем за „Тернана“ в Серия С2 (27 мача и 2 гола през сезон 1986/87), той прави не особено впечатляващ дебют за „Лацио“. В първия си сезон за „орлите“ има 1 гол в 30 мача. Но този гол е по-специален и го превръща в любимец на феновете – отбелязан на 15 януари 1989 г. срещу градския съперник „Рома“. „Лацио“ побеждава с 1:0 именно благодарение на гола на Ди Канио. Въпреки това нападателят не изкарва много добри сезони с „Лацио“ – в следващия от 24 мача вкарва едва 3 гола. След „Лацио“ сменя няколко италиански клуба – „Ювентус“, „Наполи“ и „Милан“, преди да замине в шотландския „Селтик“.
През сезона 2004/05 се завръща в „Лацио“ и още в първия си мач срещу „Рома“ бележи уникален гол за 1:0. По този начин помага за първата победа на „Лацио“ над градския съперник от 5 години с 3:1. Двата сезона, 2005 и 2006, които изкарва в „Лацио“, не са особено успешни откъм голове – 6 гола в 23 мача и 5 гола в 27 мача съответно, но определено е голям любимец на феновете и повдига духа на „Лацио“, който се нуждае от лидер като Ди Канио.
В мачовете си за „Лацио“, въпреки че е лидер, Ди Канио записва и скромно участие откъм минути. Това налага да отстъпи място за по-младите играчи и от сезон 2006/07 заиграва в отбора на „Сиско Рим“ в Серия С2.

## Любопитни факти
- Най-голяма победа: 1932 Лацио – Модена 9:1 за Серия А.
- Най-голяма загуба: 1934 Амброзиана Интер – Лацио 8:1 за Серия А.
- Най-голяма домакинска посещаемост: 100 859 души през 1974 на Лацио – Фоджа.
- Най-много мачове: Джузепе Фавали – 401 мача.
- Най-много мачове като треньор: Дино Дзоф – 202 мача.
- Най-много отбелязани дузпи: Джузепе Синьори – 35.
- До днес в „Лацио“ са играли общо 26 аржентинци и 20 бразилци.
- „Лацио“ печели 7 трофея за 3 години. Това са на два пъти Купата и Суперкупата на Италия (1998 и 2000), КНК (1999), Суперкупата на Европа (1999) и шампион на Италия (2000).
- „Лацио“ е не само първият сформиран футболен отбор от Рим, но и първият в цяла Централна и Южна Италия.
- „Лацио“ е и първият клуб, въвел ръгбито в Италия (през 1927).
- Нападателят на „Лацио“ Джорджо Киналия е първият футболист от Серия Б, извикан в националния отбор на Италия.